# Aurélien Gabrielli
Aurélien Gabrielli (anhörenⓘ) ist ein französischer Film- und Theaterschauspieler.

## Leben
Aurélien Gabrielli wurde von Bruno Blairet im Cours Florent unterrichtet, einer privaten Schauspielschule in Paris, bevor er von Michel Fau am Conservatoire national supérieur d’art dramatique ausgebildet wurde, wo er im Jahr 2015 sein Diplom machte.
Nachdem er an mehreren Theaterproduktionen teilgenommen hatte, so an der Seite von Michel Bouquet und Michel Fau in Tartuffe, erhielt Gabrielli in Tommy Webers Film Quand je ne dors pas die Hauptrolle. Er spielt darin den 20-jährigen Antoine, der an einem Winterabend in Paris beschließt, morgens den ersten Zug zu nehmen, um das Meer zu sehen. Da er nicht genug Geld für das Ticket hat, versucht er die ganze Nacht über, dies irgendwie zusammenzubekommen. Für diese Rolle gelangte Gabrielli 2017 in die Vorauswahl als bester Nachwuchsdarsteller für die Césars.
In dem Liebesdrama The World After Us von Louda Ben Salah-Cazanas, das im Juni 2021 im Rahmen der Internationalen Filmfestspiele Berlin seine Premiere feiern soll, spielt er in der Hauptrolle Labidi. Für diese Rolle wurde Gabrielli von der Académie des César zu einer der 31 Révélations 2023, im Jahr 2022 in Erscheinung getretene, neue Gesichter des französischen Kinos, bestimmt.

## Filmografie (Auswahl)
- 2015: Quand je ne dors pas
- 2016: Late Summer
- 2017: Tauben & Drachen (Pigeons & Dragons, Fernsehserie, 6 Folgen)
- 2017: Une vie violente
- 2018: Daniel fait face
- 2019: Over la nuit (Fernsehserie, 20 Folgen)
- 2020: Die Junggesellen (Les mauvais garçons)
- 2021: The World After Us (Le monde après nous)
- 2022: Fratè
- 2023: Diebinnen (Voleuses)
- 2024: Ich lasse mir nichts mehr gefallen (Je ne me laisserai plus faire)
- 2025: La cache